# Abbazia territoriale di Montevergine

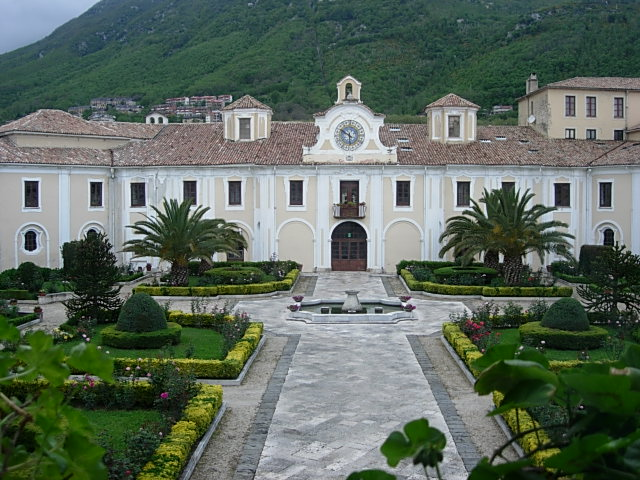
Il palazzo abbaziale di Loreto a Mercogliano.

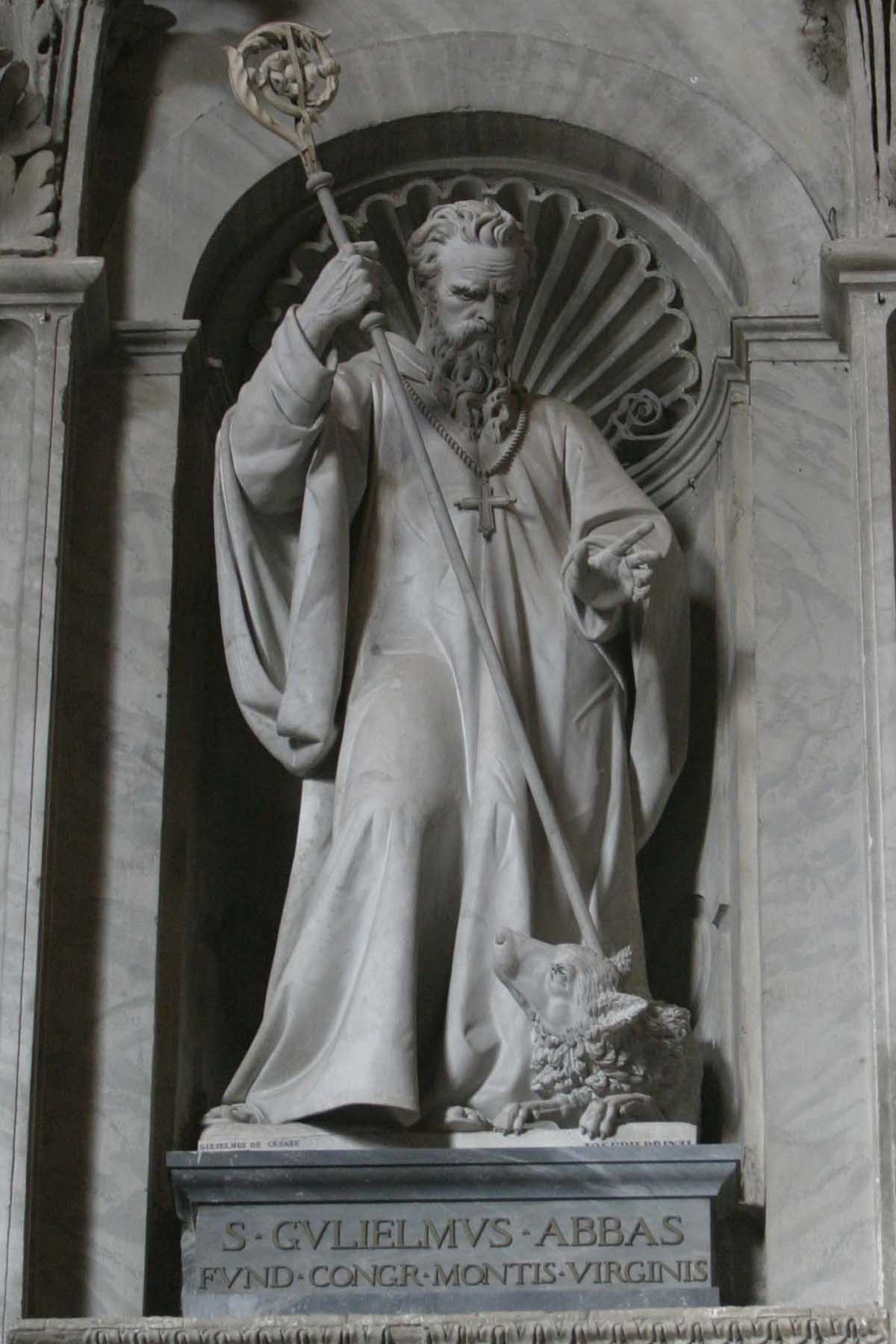
San Guglielmo da Vercelli, fondatore dell'abbazia di Montevergine.

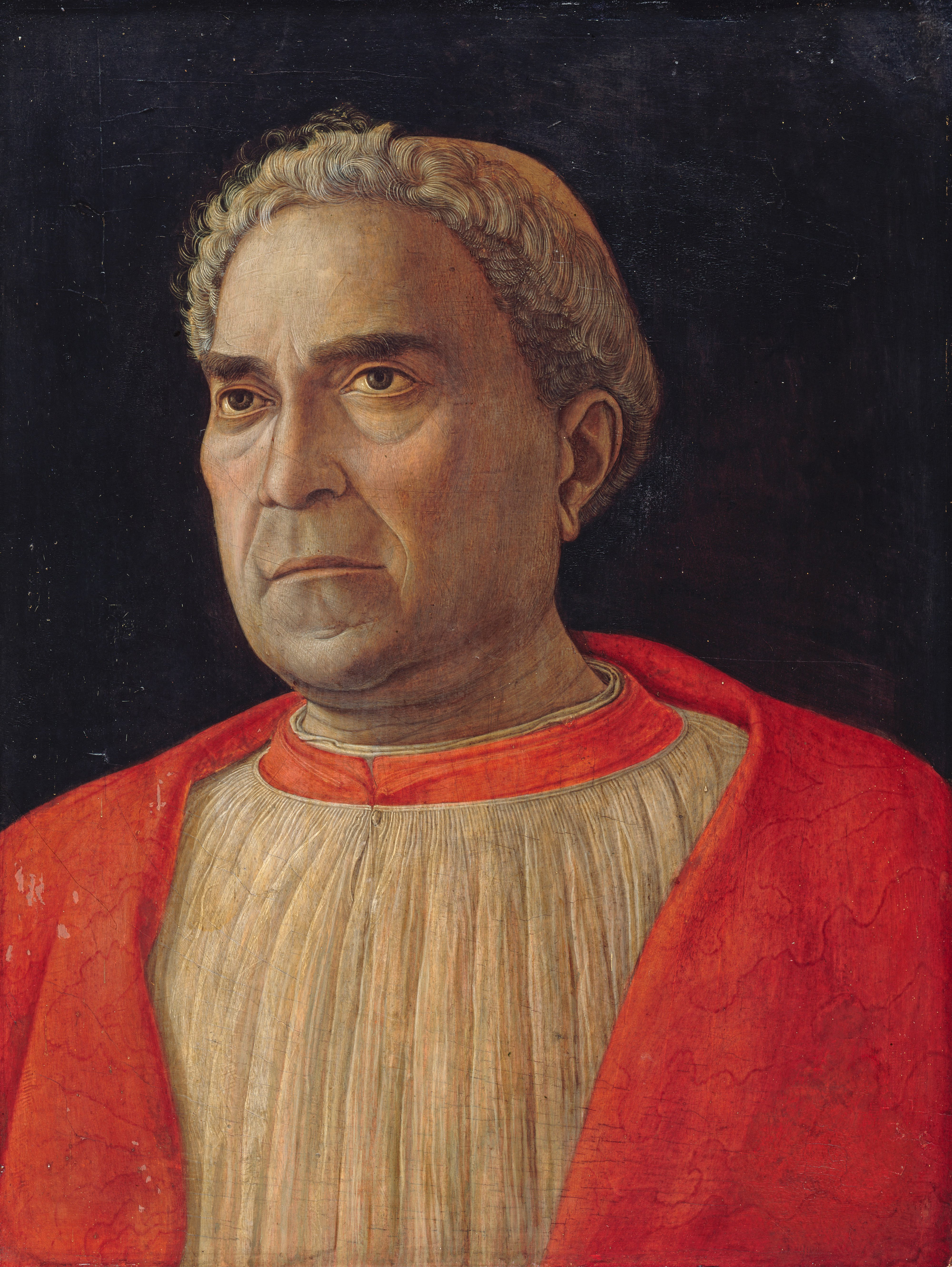
Il cardinale Ludovico Scarampi Mezzarota, abate commendatario di Montevergine dal 1443 al 1465.

L'abbazia territoriale di Montevergine (in latino Abbatia Territorialis Montisvirginis) è una sede della Chiesa cattolica in Italia suffraganea dell'arcidiocesi di Benevento appartenente alla regione ecclesiastica Campania. Nel 2023 contava 50 battezzati su 50 abitanti. È retta dall'abate Riccardo Luca Guariglia, O.S.B.

## Territorio
Fino al 2005 l'abbazia territoriale di Montevergine estendeva la sua giurisdizione su 9 parrocchie nei comuni di Mercogliano, Ospedaletto d'Alpinolo, Sant'Angelo a Scala e Summonte, cedute alla diocesi di Avellino.
Con il decreto Montisvirginis venerabilis Abbatia della Congregazione per i vescovi, il territorio è stato limitato al solo monastero verginiano e al palazzo abbaziale di Loreto a Mercogliano.
All'interno del monastero si trova la cattedrale dedicata a Santa Maria di Montevergine, che è anche l'unica parrocchia dell'abbazia territoriale.

## Storia
L'abbazia di Montevergine venne fondata da Guglielmo da Vercelli nel 1119; la chiesa costruita dal santo venne solennemente consacrata nel 1124 da Giovanni, vescovo di Avellino. Lo stesso vescovo, nel mese di maggio 1126 concesse al monastero verginiano e alle sue dipendenze l'esenzione dalla giurisdizione dei vescovi avellinesi, privilegio confermato dai successori Roberto nel 1133 e Guglielmo nel 1185. Più importanti furono le bolle pontificie che eressero l'istituzione in abbazia nullius immediatamente soggetta alla Santa Sede, estendendo l'esenzione già concessa dai vescovi avellinesi a tutte le dipendenze presenti nelle altre diocesi: si conoscono le bolle dei papi Alessandro III (1161-1173), Lucio III (1181-1185), Celestino III (1197), Innocenzo III (1209), Alessandro IV (1261) e Urbano IV (1264).
In poco tempo, grazie anche alla munificenza di re e imperatori, l'abbazia ampliò i propri possedimenti. «Ben presto alle dipendenze del monastero di Montevergine sorsero molti altri monasteri, sviluppandosi in tal modo la Congregazione verginiana. I secoli XII-XIV segnarono il massimo splendore di questo istituto: papi, re, principi e grandi feudatari fecero a gara nell'arricchire Montevergine chi di beni spirituali, chi di munifici doni, chi di larghi feudi e di protezione sovrana.»
A questo periodo di splendore e grandezza seguì un periodo di decadenza, che coincise con la cessione dell'abbazia a cardinali che ressero l'istituzione in qualità di abati commendatari, spogliando e depauperando i beni e i possedimenti dell'abbazia. Nel 1515 il cardinale Luigi d'Aragona cedette la commenda agli amministratori dell'ospizio della Santissima Annunziata di Napoli.
Questa situazione di declino ebbe termine il 27 agosto 1588 con il breve apostolico Dudum felicis recordationis di papa Sisto V che pose fine al regime della commenda, reintegrò l'abbazia e la Congregazione virginiana nella loro piena indipendenza, e restaurò tutti i loro privilegi ed esenzioni. Gli abati generali della Congregazione virginiana divennero contestualmente abati ordinari dell'abbazia nullius. «Dopo la commenda si aprì una fase di lenta e laboriosa rinascita, affidata ad abati di nomina triennale che cercarono di adeguare la cura pastorale alle prescrizioni tridentine».
In questo compito gli abati si affidarono in particolare alla convocazione periodica di sinodi diocesani, per la gestione del santuario di Montevergine e delle parrocchie che ne dipendevano. Si conoscono diversi sinodi, tra cui quello celebrato il 19 giugno 1717 da Gallo Gallucci, abbate generali benedictine Congregationis Montis Virginis et Ordinario ejusdem dioecesis, e quello indetto nel mese di marzo 1829 dall'abate Raimondo Morales, a cui spettò il compito di restaurare l'abbazia dopo le soppressioni e gli incameramenti dell'epoca napoleonica.
Tra il 1733 e il 1749 fu costruito a Mercogliano il nuovo palazzo della curia abbaziale, chiamato palazzo di Loreto.
L'8 settembre 1879 ebbe termine la Congregazione verginiana, che fu alla unita alla Congregazione cassinese della primitiva osservanza, oggi nota come Congregazione sublacense. L'abbazia di Montevergine mantenne tuttavia il suo status di abbazia nullius, regolato dal Codice di diritto canonico del 1917.
«La pastorale nel XX secolo era una delle questioni più urgenti da affrontare, come dichiara la relazione conseguente alla visita apostolica del 1906. Il popolo era trascurato da un clero non all'altezza del suo compito, a sua volta trascurato dall'abate a vantaggio dei monaci, soprattutto per quanto riguardava la formazione. L'abate Ramiro Marcone aprì definitivamente il seminario nel 1919, costruì l'orfanotrofio "Maria Santissima di Montevergine" in Mercogliano e pose la prima pietra della nuova cattedrale, benedetta e aperta al culto nel 1961 dal successivo abate Tranfaglia; fondò la congregazione delle suore benedettine della Madonna di Montevergine, di diritto diocesano, che si occupava dell'orfanotrofio; istituì l'Azione Cattolica nel 1919.»
È noto che all'interno dell'abbazia di Montevergine fu segretamente nascosta dal 1939 al 1946 la Sindone di Torino. Per un accordo fra Vittorio Emanuele III e papa Pio XII, la reliquia fu trasferita nel santuario, sia per proteggerla dai bombardamenti, sia per nasconderla ad Adolf Hitler che ne era ossessionato e che la voleva sottrarre.
Il 15 ottobre 1979, in seguito ad alcune modifiche territoriali che coinvolsero diverse giurisdizioni ecclesiastiche campane stabilite dal decreto Quo uberius della Congregazione per i vescovi, l'abbazia territoriale cedette alla diocesi di Avellino due parrocchie situate nello stesso comune di Avellino e all'arcidiocesi di Benevento tre parrocchie site nel comune di San Martino Sannita, acquisendo contestualmente le parrocchie di Sant'Angelo a Scala (dall'arcidiocesi di Benevento) e di Summonte (dalla diocesi di Avellino).
Il 15 maggio 2005 con il decreto Montisvirginis venerabilis Abbatia della stessa Congregazione per i vescovi l'abbazia, pur conservando il privilegio della territorialità, ha ceduto la cura pastorale delle parrocchie alla diocesi di Avellino.
Nel 2006 l'abate Tarcisio Giovanni Nazzaro ha dato le dimissioni a causa dei profondi dissesti finanziari che hanno scosso l'amministrazione del santuario.

## Cronotassi
Si omettono i periodi di sede vacante non superiori ai 2 anni o non storicamente accertati.

### Abati claustrali
- Beato Alberto † (prima di agosto 1129 - dopo maggio 1142)[14]
- Alferio † (prima di febbraio 1144/1145 - dopo novembre 1160)[14]
- Roberto I † (prima di aprile 1161 - dopo febbraio 1172)[14]
- Beato Giovanni I † (prima di agosto 1172 - dopo gennaio 1191)[14]
- Daniele † (prima di agosto 1191 - agosto 1196)[14]
- Eustasio † (settembre 1196 - maggio/luglio 1197)[14]
- Gabriele I † (maggio/luglio 1197 - ottobre/novembre 1199)[14]
- Guglielmo II[15] † (novembre 1199 - agosto 1200)[14]
- Roberto II † (novembre 1200 - ottobre 1206)[14]
- San Donato † (dicembre 1206 - dopo il 1219)[14]
- Giovanni II † (prima di settembre 1220 - dopo ottobre 1226)[14]
- Giovanni III † (prima di marzo 1229 - dopo marzo 1256)[14]
- Gabriele II †
- Guglielmo III †
- Leone †
- Marino †
- Bartolomeo I †
- Giovanni IV †
- Beato Bernardo †
- Guglielmo IV †
- Romano †
- Pietro I †
- Filippo I †
- Pietro II Ansalone † (1349 - 1382)[16]
- Bartolomeo II † (? - 1390 deposto)
- Padullo di Tocco † (1390 - ?)
- Palamede dell'Anno † (1413 - 1430)

### Abati commendatari
- Ugo di Lusignano † (1431 - 1434 dimesso)
- Guglielmo Italiano † (1434 - ?)
- Ludovico Scarampi Mezzarota † (1443 - 22 marzo 1465 deceduto)
- Giovanni d'Aragona † (1467 - 17 ottobre 1485 deceduto)
- Oliviero Carafa † (1486 - 20 gennaio 1511 deceduto)
- Luigi d'Aragona † (1511 - 18 ottobre 1515 dimesso)
  - Sede ceduta in commendam agli amministratori dell'ospizio della Santissima Annunziata di Napoli (1515-1588)

### Abati ordinari
- Giambattista Cassario † (1588 - 1591)
- Decio De Ruggiero † (1591 - 1594)
- Girolamo Perugino † (1594 - 1599)
- Severo Giliberti † (1599 - 1607)
- Amato Porro † (1607 - 1611)
- Urbano Russo † (1611 - 1618)
- Amato Porro † (1618 - 1619) (per la seconda volta)
- Paolino Barberio † (1619 - 1622)
- Clemente Nigro † (1622 - 1625)
- Pio Milone di Tocco † (1625 - 1628)
- Pietro Danuscio † (1628 - 1630)
- Giangiacomo Giordano † (1630 - 1639)
- Paolo Longo † (1639 - 1642)
- Giangiacomo Giordano † (1642 - 1645) (per la seconda volta)[17]
- Urbano de Martino † (1645 - 1648)
- Matteo di Tocco † (1648 - 1651)
- Egidio Laudati † (1651 - 1654)
- Girolamo Felicella † (1654 - 1656)
- Sebastiano Brosca † (1656 - 1659)
- Benedetto Petrilli † (1659 - 1662)
- Giangiacomo Berardi † (1662 - 1668)
- Luigi Ricciardi † (1668 - 1671)
- Angelo Brancia † (1671 - 1674)
- Nicandro Ferrara † (1674 - 1677)
- Bartolomeo Giannattasio † (1677 - 1680)
- Paolo Faiella † (1680 - 1683)
- Carlo Cutillo † (1683 - 1692)
- Tiberio Maiorini † (1692 - 1694)
- Matteo Galderio † (1694 - 1698)
- Vitantonio Pastorale † (1698 - 1701)
- Albenzio Curtoni † (1701 - 1704)
- Onorio de Porcariis † (1704 - 1707)
- Cherubino Salerno † (1707 - 1710)
- Vitantonio Pastorale † (1710 - 1713) (per la seconda volta)
- Giambattista Brancia † (1713 - 1716)
- Gallo Gallucci † (1716 - 1719)
- Ramiro Giraldi † (1719 - 1722)
- Severino Pironti † (1722 - 1725)
- Isidoro de Angelis † (1725 - 1728)
- Gallo Gallucci † (1728 - 1730) (per la seconda volta)
- Ramiro Giraldi † (1730 - 1733) (per la seconda volta)
- Angelo Federici † (1733 - 1736)
- Isidoro de Angelis † (1736 - 1739) (per la seconda volta)
- Michele del Re † (1739 - 1742)
- Ramiro Giraldi † (1742 - 1745) (per la terza volta)
- Angelo Mancini † (1745 - 1748)
- Nicola Letizia † (1748 - 1751)
- Michele del Re † (1751 - 1754) (per la seconda volta)
- Fulgenzio Stinca † (1754 - 1757)
- Venanzio Pironti † (1757 - 1760)
- Nicola Letizia † (1760 - 1763) (per la seconda volta)
- Matteo Jacuzio † (1763 - 1766)
- Alberico Mellusio † (1766 - 1769)
- Venanzio Pironti † (1769 - 1772) (per la seconda volta)
- Nicola Letizia † (1772 - 1775) (per la terza volta)
- Matteo Jacuzio † (1775 - 1778) (per la seconda volta)
- Anselmo Toppi † (1778 - 1781)
- Vitantonio Santamaria † (1781 - 1784)
- Nicola Verduzio † (1784 - 1786)
- Isidoro Bevere † (1786 - 1789)
- Raffaele Aurisicchio † (1789 - 1793)
- Ferdinando Pastena † (1793 - 1796)
- Urbano de Martinis † (1796 - 1797)
- Tommaso Fiorilli † (1797 - 1800)
- Eugenio Mauro † (1800 - ? )
- Raimondo Morales † (1806 - 1846 deceduto)
- Raffaele de Cesare † (25 aprile 1847[18] - 1850)
- Giuseppe Svizzeri † (1850 - 1853)
- Gioacchino Cessari † (1853 - 1856)
- Giacomo Abignente † (1856 - 1859)
- Guglielmo de Cesare † (15 maggio 1859 - 17/18 gennaio 1884 deceduto)
- Vittore Maria Corvaia † (18 gennaio 1884 succeduto - 12 luglio 1908 dimesso)
- Carlo Gregorio Maria Grasso † (10 settembre 1908 - 7 aprile 1915 nominato arcivescovo di Salerno)
- Giuseppe Ramiro Marcone † (11 marzo 1918 - 1º luglio 1952 deceduto)
- Anselmo Ludovico Tranfaglia † (17 dicembre 1952 - agosto 1968 deceduto)
- Bruno Roberto D'Amore † (27 ottobre 1968 - 21 ottobre 1975 dimesso)[19]
  - Sede vacante (1975-1979)
- Tommaso Agostino Gubitosa † (15 ottobre 1979 - 25 giugno 1989 dimesso)[20]
- Francesco Pio Tamburrino (29 novembre 1989 - 14 febbraio 1998 nominato vescovo di Teggiano-Policastro)
- Tarcisio Giovanni Nazzaro † (24 giugno 1998 - 15 novembre 2006 dimesso)
  - Sede vacante (2006-2009)
- Beda Umberto Paluzzi † (18 aprile 2009 - 18 aprile 2014 ritirato)[21]
- Riccardo Luca Guariglia, dal 20 settembre 2014

## Statistiche
L'abbazia territoriale nel 2023 su una popolazione di 50 persone contava 50 battezzati, corrispondenti al 100,0% del totale.
| anno | popolazione | popolazione | popolazione | presbiteri | presbiteri | presbiteri | presbiteri                | diaconi | religiosi | religiosi | parrocchie |
| anno | battezzati  | totale      | %           | numero     | secolari   | regolari   | battezzati per presbitero | diaconi | uomini    | donne     | parrocchie |
| ---- | ----------- | ----------- | ----------- | ---------- | ---------- | ---------- | ------------------------- | ------- | --------- | --------- | ---------- |
| 1950 | 9.607       | 9.607       | 100,0       | 53         | 18         | 35         | 181                       |         | 56        | 54        | 10         |
| 1970 | 9.980       | 9.990       | 99,9        | 45         | 12         | 33         | 221                       |         | 34        | 57        | 10         |
| 1980 | 9.000       | 9.010       | 99,9        | 35         | 10         | 25         | 257                       |         | 34        | 61        | 8          |
| 1990 | 9.902       | 9.912       | 99,9        | 31         | 8          | 23         | 319                       |         | 31        | 56        | 8          |
| 1998 | 13.948      | 14.098      | 98,9        | 23         | 9          | 14         | 606                       |         | 24        | 32        | 8          |
| 1999 | 14.800      | 15.000      | 98,7        | 24         | 11         | 13         | 616                       |         | 22        | 30        | 9          |
| 2000 | 15.400      | 15.573      | 98,9        | 21         | 9          | 12         | 733                       |         | 21        | 27        | 9          |
| 2001 | 15.000      | 15.500      | 96,8        | 19         | 9          | 10         | 789                       |         | 19        | 26        | 9          |
| 2002 | 15.000      | 15.500      | 96,8        | 20         | 11         | 9          | 750                       |         | 17        | 25        | 9          |
| 2003 | 15.000      | 15.600      | 96,2        | 22         | 14         | 8          | 681                       | 1       | 11        | 19        | 9          |
| 2004 | 15.800      | 16.000      | 98,8        | 22         | 12         | 10         | 718                       |         | 12        | 26        | 9          |
| 2007 | 16.500      | 17.280      | 95,5        | 16         | 8          | 8          | 1031                      |         | 14        | 15        | 1          |
| 2013 | 232         | 232         | 100,0       | 12         | 3          | 9          | 19                        |         | 23        | 4         | 1          |
| 2016 | 225         | 225         | 100,0       | 12         |            | 12         | 18                        |         | 18        | 3         | 1          |
| 2019 | 215         | 222         | 96,8        | 13         | 3          | 10         | 16                        |         | 13        | 3         | 1          |
| 2021 | 213         | 220         | 96,8        | 13         | 3          | 10         | 16                        |         | 13        | 3         | 1          |
| 2023 | 50          | 50          | 100,0       | 12         | 3          | 9          | 4                         |         | 15        | 3         | 1          |